# Unionida
Los uniónidos (Unionida), conocidos como náyades o almejas de agua dulce, son un orden de moluscos bivalvos de agua dulce. Muchos de los bivalvos dulceacuícolas de mayor tamaño pertenecen a este orden, que pueden alcanzar un tamaño de hasta 20 cm. Todos los moluscos pertenecientes a este orden tienen en común un estado larvario parasitario en peces y conchas nacaradas con alto contenido en materia orgánica, que pueden agrietarse si se secan. No pueden sobrevivir profundamente enterrados en fondos sedimentarios debido a la escasa longitud de sus sifones. 
Existe aproximadamente 900 especies dentro de este orden, todas ellas de agua dulce, distribuidas por los seis continentes. Muchas de estas especies están amenazadas debido a la degradación de su hábitat o a la sobreexplotación, provocada por el interés que suscita sus conchas nacaradas.

## Familias
- Etheriidae Swainson, 1840
- Margaritiferidae Haas, 1940
- Mutelidae Swainson, 1840
- Unionidae Fleming, 1828
- Hyriidae Swainson, 1840
- Mycetopodidae Gray, 1840